# Хоста Зибольда
Хоста Зибольда (лат. Hosta sieboldiana) — вид растений рода Хоста подсемейства Агавовые (Agavoideae) семейства Спаржевые.

## Ботаническое описание
Многолетнее травянистое растение с коротким корневищем, высотой до 50—70 см. Стебель лишь слегка нависает над розеткой листьев. Верхняя сторона стеблевых листьев отчетливо сине-зеленая, размер листовой пластинки составляет 26—35 (50) × 14—23 (30) см, имеется 11—14 (18) пар боковых жилок. Черешок длиной до 60 сантиметров, неветвистый.
Цветки длиной до 5,5 сантиметров, светло-фиолетового цвета. Кончики перигонов едва откинуты назад.
Период цветения — с июня по июль, иногда до августа.
Встречается в Японии на острове Хонсю в районах Хокурику и Северный Кинки. Здесь он растёт в скалистых горных лесах.
Видовое название дано в честь немецкого ботаника Филиппа Зибольда.

## Систематика
Выделяют две разновидности:
- Hosta sieboldiana var. glabra N.Fujita: Встречается на Хонсю и островах Оки
- Hosta sieboldiana var. sieboldiana: Изначально встречается только в Японии

## Использование
Синелистная Hosta sieboldiana широко используется в качестве декоративного растения для полутенистых клумб. История культивирования началась не позднее 1830 года.